# Ponto de fusão
|                                                                                        |  |  |
| A água em seu estado sólido e no estado líquido. Ambas são a mesma substância química. |  |  |

O ponto de fusão designa a temperatura a qual uma substância passa do estado sólido ao estado líquido. Esta temperatura é a mesma quando a substância se solidifica, ou seja, passa do estado líquido para o estado sólido. É a temperatura na qual a substância sólida está em equilíbrio com a substância que dela se obtêm por fusão.
- Para uma substância pura, os processos de fusão ou de solidificação ocorrem sempre a uma mesma temperatura, e esta se mantém constante durante todo o processo, ocorrendo o mesmo para os processos de vaporização e condensação. O gelo começa a derreter-se a zero graus Celsius, e ao término da fusão toda a água formada ainda encontra-se a zero grau Celsius, mesmo que considerável quantidade de energia tenha sido fornecida ao sistema na forma de calor a fim de induzir a transformação.

Diferente do verificado para substâncias puras, na grande maioria das misturas de duas ou mais substâncias as temperaturas de fusão e vaporização não se mantêm constantes ao longo da transformação, variando do início até o final da mudança de estado. Verificam-se nestes casos que há também segregação de componentes da mistura durante a mudança de fase, sendo este o princípio - como exemplo para o caso de vaporização - usado na separação de componentes via destilação, entre outros. Para o caso de fusão tem-se a solidificação de refrigerantes como exemplo. Nas primeiras fases da solidificação há a formação de gelo "de água", havendo notória segregação do xarope que integra o refrigerante - que permanece em forma líquida - contudo agora concentrada - no interior da garrafa. Para tais misturas, as mudanças de estado físico ocorrem em faixas ou intervalos de temperatura, a cada faixa associando-se a segregação de uma de suas componentes.
Para misturas sólidas conhecidas como misturas eutéticas, misturas de duas ou mais substâncias em proporções muito bem definidas e dependentes das substâncias envolvidas, verifica-se contudo que a temperatura de fusão é, a exemplo do verificado para substâncias puras, também constante durante todo o processo, e que a fusão ou solidificação se dão sem a segregação de componentes da mistura. A temperatura de fusão de misturas eutéticas é a menor possível se comparada as demais misturas estequiometricamente possíveis dos mesmos elementos. Como exemplo de mistura eutética (ou em proporções próximas a dela) tem-se a mistura de chumbo e estanho (proporção aproximada de 60% por 40%) formando a solda utilizada em circuitos eletrônicos.
Em vista dos eutéticos deve-se ter cuidado pois nem todo material que funde-se à temperatura constante é necessariamente um material puro, podendo este caracterizar em verdade uma mistura eutética.
Comportamento similar é observado para a evaporação-condensação de misturas, sendo as misturas que transformam de fase sem segregação e à temperatura constante denominadas misturas azeotrópicas. Uma mistura azeotrópica muito conhecida é o álcool líquido "96 graus" comercializado tradicionalmente em garrafas de plástico para uso doméstico. A mistura água e o álcool etílico, quando em proporção de 96% de álcool + 4% de água, formam uma mistura azeotrópica inseparável por destilação por se comportar como se substância pura o fosse. Impossível sua separação pelo método tradicional de destilação, este é comercializado em sua forma azeotrópica. A obtenção de álcool anidro, sem água, requer tecnologia diferente e mais específica, sendo por isto este geralmente também mais caro.